# Pedro Jack Kapeller
Pedro Jack Kapeller (Rio de Janeiro, 10 de outubro de 1938 - Rio de Janeiro, 7 de maio de 2022), conhecido como Jaquito, foi empresário, executivo da área de comunicação e publicitário. Era sócio e vice-presidente da Bloch Editores quando Adolpho Bloch e Oscar Bloch Sigelmann faleceram.
Durante os três primeiros anos de sua administração como presidente da empresa, um dos seus principais objetivos era de não somente colocar em dia os salários atrasados dos funcionários como também pagar dívidas assumidas por Hamilton Lucas de Oliveira, o qual comprou a TV Manchete em 1992.
Durante a administração de Jaquito, de 1995 a 1998, a empresa aumentou o faturamento em 300%, aumentou os salários, lançou grandes produções, como Xica da Silva e Mandacaru, e dobrou a circulação de suas revistas. Mas foi apenas um episódio rápido, que significou o último suspiro da Rede Manchete. Apesar de um grande recomeço, em 1998, a economia brasileira começou a mostrar cansaço, devido principalmente a alta dívida externa e crises internacionais como na Rússia e da Ásia. Grandes bancos brasileiros faliram ou foram comprados, e assim, não somente linhas de créditos foram reduzidas como também juros foram aumentados.Esta condição macro econômica desfavorável, adicionado ao fracasso no IBOPE da telenovela Brida, escrita por Jayme Camargo e baseada no best-seller de Paulo Coelho, e à queda de vendagem de suas principais revistas, causaram grande impacto no faturamento e nas contas das empresa. Salários foram atrasados, fornecedores não foram pagos, e a empresa não foi capaz de cumprir com suas obrigações.
Adolpho Bloch, Oscar Bloch Sigelmann e Pedro Jack Kapeller foram os três que comandavam e traçavam a direção da empresa nos últimos 48 anos.
A Rede Manchete saiu do ar definitivamente em maio de 1999, sendo substituída pela RedeTV! comandada por Amilcare Dallevo e Marcelo de Carvalho. As emissoras da rede Manchete FM foram vendidas em 2000 para o Grupo Solpanamby, do político Orestes Quércia, que as transformou em filiais da rede NovaBrasil FM, com exceção da ex-Manchete FM paulistana, que continuou arrendada para a Igreja Renascer até 2002.A Bloch Editores faliu em agosto de 2000, e atualmente a revista Pais & Filhos é a única em circulação porém gerida pela Manchete Editora, de Marcos Dvoskin.
Desde então, Jaquito controlava a empresa Bloch Som e Imagem, que é responsável por manter preservadas as novelas produzidas após 1995: Tocaia Grande, Xica da Silva, Mandacaru e Brida. Além disso desempenhava a função de publicitário na BCD Consultores.[carece de fontes?]
A Rádio Manchete, da qual foi gerente administrativo, encontrava-se arrendada desde 2002 a diversos conglomerados empresariais e religiosos. Em 2013, o controle da emissora voltou para suas mãos.[carece de fontes?]
Faleceu em 07 de maio de 2022, aos 83 anos, vitima de ataque cardíaco, no Rio de Janeiro.